# Joseph Schmitt (Komponist)

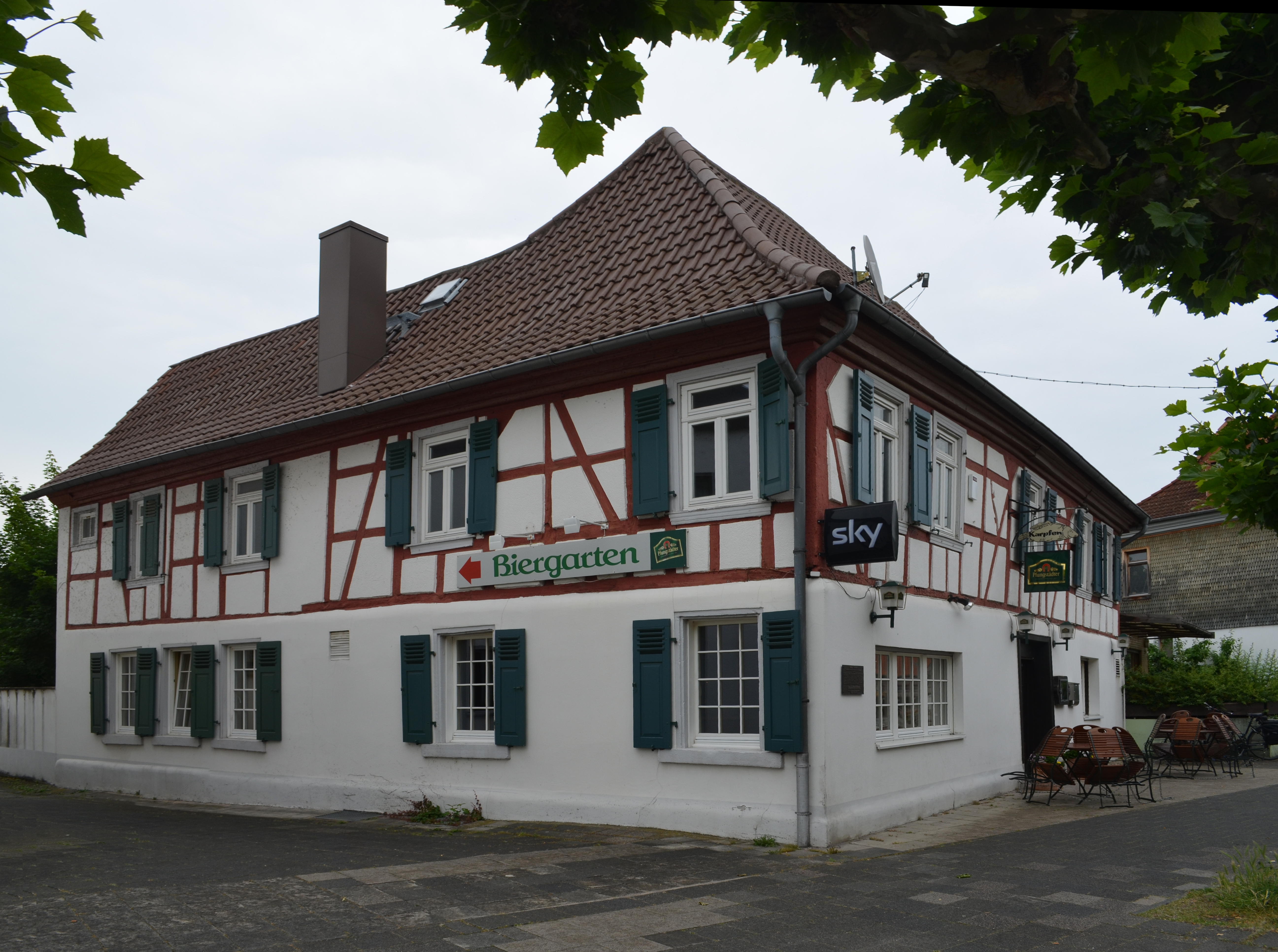
Rheinstraße 3 in Gernsheim: Das Geburtshaus von Joseph Schmitt

Georg Adam Joseph Schmitt OCist (getauft am 18. März 1734 in Gernsheim; † 28. Mai 1791 in Amsterdam) war ein deutscher Komponist und Musikverleger.

## Leben
Schmitt erhielt Musikunterricht in Dresden bei Carl Friedrich Abel. Im Alter von 19 Jahren wurde er Mitglied im Zisterzienserorden des Klosters Eberbachs, 1757 empfing er die Priesterweihe. Ab 1763 war er Chorleiter des Klosters und organisierte die Kirchenmusik. In dieser Zeit verfasste Schmitt vier Messen, ein Requiem sowie ein Te Deum.
1771 folgte dann die Übersiedlung nach Amsterdam, wo er später auch einen eigenen Musikverlag gründete. Hier veröffentlichte Schmitt neben Kompositionen von Haydn und Mozart auch eigene Werke und erlangte damit in Europa eine gewisse Berühmtheit. Seine Kompositionen wurden bereits um 1780 in London, Paris und Berlin nachgedruckt. Insgesamt sind 107 Werke von Joseph Schmitt nachgewiesen, von denen einige zeitweilig Haydn zugeschrieben wurden.
Ab 1788 war er Dirigent der Gesellschaft Felix Meritis.